# Trappistenabtei Zundert

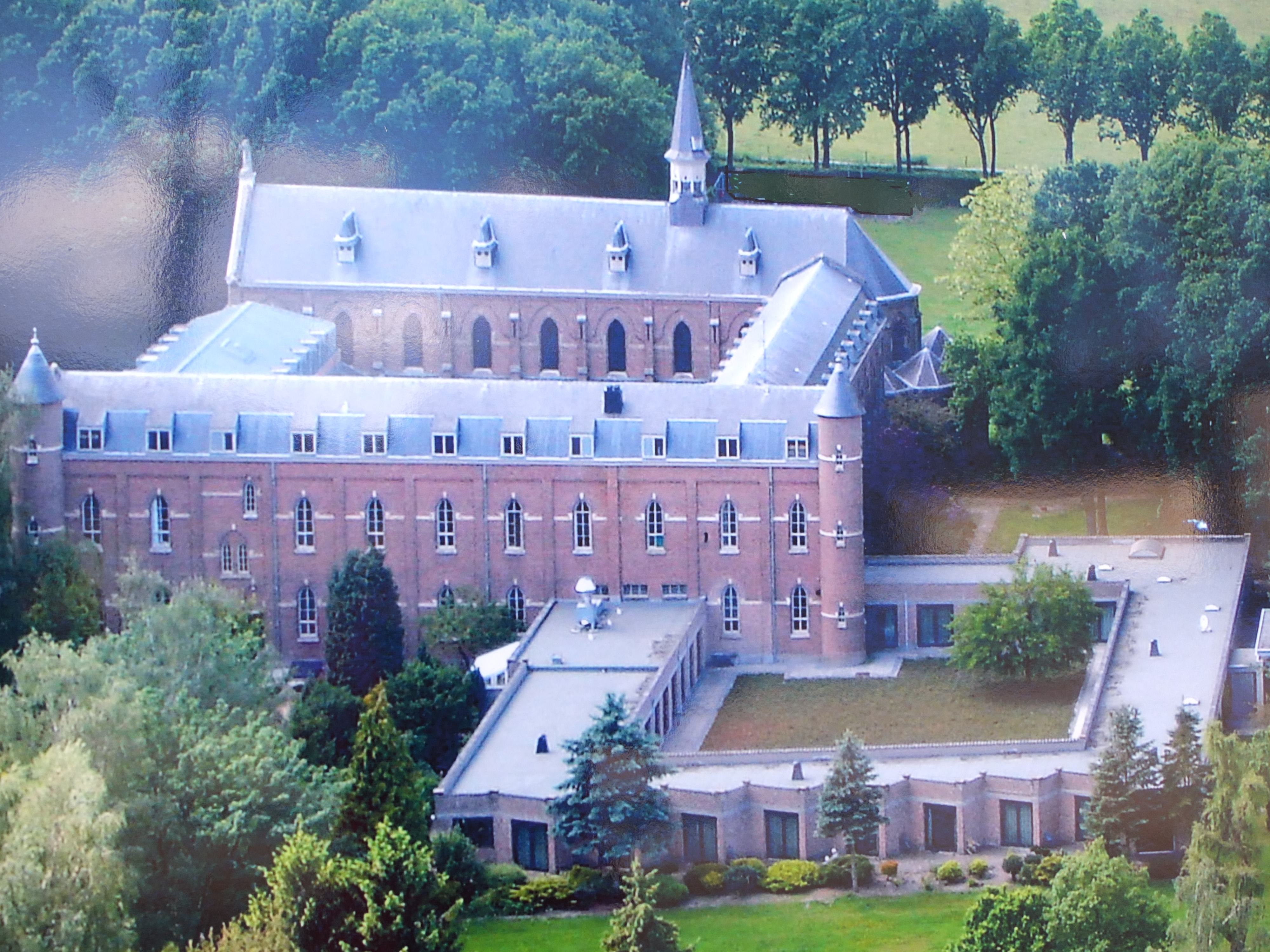
Abtei Maria-Toevlucht in Klein-Zundert

Die Trappistenabtei Zundert (lateinisch Abbatia B. M. de Refugio) ist seit 1900 ein niederländisches Kloster in Klein-Zundert, Provinz Nordbrabant, im Bistum Breda.

## Geschichte
Die niederländische Abtei Tilburg der Trappisten gründete 1900 in Zundert, der Geburtsstadt von Vincent van Gogh, nahe der belgischen Grenze, das Kloster Maria-Toevlucht („Maria Zuflucht“), das für die Aufnahme französischer Mönche gedacht war, die damals fürchten mussten, von der klosterfeindlichen Dritten Republik vertrieben zu werden, wozu es jedoch in diesem Fall nicht kam. Das Kloster wurde 1938 vom Priorat zur Abtei erhoben. Zeitweise beherbergte das Kloster bis zu achtzig Mönche. Es lebte lange von Milchwirtschaft sowie von Acker- und Obstbau, musste sich aber 2009 umstellen. Die neu gebaute Brauerei stellt seit 2013 das Trappistenbier „Zundert“ her. Die Zahl der Mönche lag Mitte der 2010er-Jahre noch bei zwanzig und ging bis 2025 auf sechs zurück, die daraufhin das Generalkapitel des Ordens baten, die Abtei aufzuheben.

### Obere, Prioren und Äbte
- Nivardus Muis (1900–1902 und 1906–1942)
- Bernardus Oomens (1902–1906)
- Alfonsus van Kalken (1943–1958)
- Emmanuel Schuurmans (1958–1966)
- Hieronymus Witkam (1967–2001)
- Wiro Fagel (2001–2007)
- Daniel Hombergen (2007–2017)[3]
- Guido van Belle (seit 2017)[4]